# Twilight (bande originale)
Pour les articles homonymes, voir Twilight.
Albums de Divers artistes
Hésitation
Singles
Twilight: Original Motion Picture Soundtrack est la bande originale du film   Twilight, chapitre I : Fascination. Elle s'est classée no 1 au Billboard 200, au Billboard Top Rock Albums ainsi qu'aux hit-parades grec et néo-zélandais.

## Liste des titres
| 1.  | Supermassive Black Hole                     | Muse                                                            |  |
| 2.  | Decode                                      | Paramore                                                        |  |
| 3.  | Full Moon                                   | The Black Ghosts                                                |  |
| 4.  | Leave out all the rest                      | Linkin Park                                                     |  |
| 5.  | Spotlight                                   | Mutemath                                                        |  |
| 6.  | Go All The Way                              | Perry Farrell                                                   |  |
| 7.  | Tremble For My Beloved                      | Collective Soul                                                 |  |
| 8.  | I Caught Myself                             | Paramore                                                        |  |
| 9.  | Eyes On Fire                                | Blue Foundation                                                 |  |
| 10. | Never Think                                 | Rob Pattinson                                                   |  |
| 11. | Flightless Bird, American Mouth             | Iron & Wine                                                     |  |
| 12. | Bella’s Lullaby                             | Carter Burwell                                                  |  |
| 13. | Let me sign                                 | Robert Pattinson                                                |  |
| 14. | La Traviata : Libiamo Nei Liet Calici       | Compagnia D'Opera Italiana & Antonello Gotta & Linda Campanella |  |
| 15. | Clair de Lune (Twilight Soundtrack version) | The APM Orchestra                                               |  |
| 16. | 15 Step                                     | Radiohead                                                       |  |

## Classements hebdomadaires
| Classement (2009)                      | Meilleure place |
| -------------------------------------- | --------------- |
| Allemagne (Media Control AG)           | 4               |
| Australie (ARIA)                       | 2               |
| Autriche (Ö3 Austria Top 40)           | 2               |
| Belgique (Flandre Ultratop)            | 37              |
| Belgique (Wallonie Ultratop)           | 23              |
| Canada (Canadian Albums Chart)         | 4               |
| Espagne (Promusicae)                   | 17              |
| États-Unis (Billboard 200)             | 1               |
| États-Unis (Billboard Top Rock Albums) | 1               |
| Finlande (Suomen virallinen lista)     | 14              |
| France (SNEP)                          | 4               |
| Grèce (IFPI Greece)                    | 1               |
| Nouvelle-Zélande (RIANZ)               | 1               |
| Suisse (Schweizer Hitparade)           | 8               |